# Magnier Peaks
Die Magnier Peaks (französisch Pics Magnier) umfassen zwei ansonsten namenlose Berge an der Graham-Küste des Grahamlands auf der Antarktischen Halbinsel. Sie ragen auf der Magnier-Halbinsel zwischen der Leroux-Bucht und der Bigo Bay auf. Der höhere von beiden erreicht 1345 m.
Entdeckt und benannt wurden sie bei der Fünften Französischen Antarktisexpedition (1908–1910) unter der Leitung des Polarforschers Jean-Baptiste Charcot. Namensgeber ist möglicherweise ein Sponsor dieser Forschungsreise. Das Advisory Committee on Antarctic Names akzeptierte Charcots Benennung 1954 in der englischsprachigen Version.